# Capodarco
Capodarco è una delle dieci contrade della città marchigiana di Fermo. Fa parte delle 4 contrade foranee, e conta 1.323 abitanti.

## Storia
La Contrada, le cui origini si possono collocare intorno al 1100 d.C., risulta essere la più estesa di Fermo. Nel 1100 esisteva infatti una fortezza denominata Castrum Montis Sicchi il cui consiglio generale era convocato a Fermo in occasioni di grandi strategie decise dal consiglio della città. Proprio in questo sito vi era una zona religiosa chiamata Capo d'Arco, in cui nel periodo del XVI secolo si tenne un Capitolo dei frati di San Francesco dell'Eremo. La stessa struttura ospitava la Chiesa di Santa Maria di Capodarco, di dimensioni ridotte, oggi utilizzata come teatro. 
L'attuale parrocchiale, con la stessa dedicazione, fu costruita nel 1905 in forme neoclassiche ed oggi custodisce il polittico di Vittore Crivelli raffigurante la Madonna col Bambino in trono, san Girolamo, san Giovanni Battista, san Francesco d'Assisi ed il Beato Angelo Clareno. 
La contrada è considerata terra di agricoltori e artigiani specialmente crivellai e canestrai.

## Albo d'Oro
- Palii dell'Assunta: 5 (1984, 1989, 1991, 2009, 2015)
- Contesa del pallino: 6 (1988, 1991, 1994, 1996, 2004, 2017)
- Tiro al Canapo: 5  (1987, 1988, 1989, 1990, 1991)
- Tiro per l'Astore: 5 (2004, 2005, 2007, 2021, 2024)
- Gallo d'oro: 1 (2022)
- Palio dei bambini: 1 (2024)